# Chemilli
Chemilli är en kommun i departementet Orne i regionen Normandie i nordvästra Frankrike. Kommunen ligger i kantonen Bellême som tillhör arrondissementet Mortagne-au-Perche. År 2022 hade Chemilli 173 invånare.

## Befolkningsutveckling
Antalet invånare i kommunen Chemilli
| Referens: INSEE |